# Le Jour du roi
Le Jour du roi est un roman d'Abdellah Taïa paru le 19 août 2010 aux éditions du Seuil et ayant obtenu la même année le prix de Flore.

## Historique
Le roman reçoit le 4 novembre 2010 le prix de Flore par sept voix contre cinq à Ann Scott pour À la folle jeunesse,.

## Résumé
Un jour de 1987, le roi Hassan II doit passer entre les villes de Rabat et Salé. Deux personnes, le pauvre Omar et le riche Khalid, attendent sa venue.

## Éditions
- Éditions du Seuil, coll. Cadre rouge, 2010,  (ISBN 978-2021002539)
- Éditions Points, coll. poche, 2011,  (ISBN 978-2757824597)